# Ceratina mariannensis
Ceratina mariannensis är en biart som beskrevs av Keizo Yasumatsu 1939. Ceratina mariannensis ingår i släktet märgbin, och familjen långtungebin. Inga underarter finns listade i Catalogue of Life.